# مونرو (مقاطعة آدامز)
مونرو، مقاطعة آدامز (بالإنجليزية: Monroe, Adams County, Wisconsin)‏ هي بلدة تقع بولاية ويسكونسن في الولايات المتحدة. تبلغ مساحتها 99.6 (كم²)، وترتفع عن سطح البحر 283 م، بلغ عدد سكانها 398 نسمة في عام 2010 حسب إحصاء مكتب تعداد الولايات المتحدة وتصل الكثافة السكانية فيها 7 نسمة/كم2.

## وصلات خارجية
- The US50 - Cities and Towns in Wisconsin State
- Wisconsin Cities and Towns, Facts, Map, Flag, Colleges, Government, and More